# Megabothris asio
Megabothris asio är en loppart som först beskrevs av Baker 1904.  Megabothris asio ingår i släktet Megabothris och familjen fågelloppor.

## Underarter
Arten delas in i följande underarter:
- M. a. asio
- M. a. gregsoni
- M. a. megacolpus